# 朝日放送動畫公司
朝日放送動畫公司是一家日本動畫策劃、製作和內容公司，是朝日放送集團控股公司的子公司。該公司總部位於東京新宿，是ABC動畫聯合製作業務分拆為獨立公司的一部分，也是ABC內容製作部門重組的重大重組的一部分。